# Franco Pedrotti
Franco Pedrotti (né le 11 avril 1934 à Trente, en Italie) est un botaniste et phytosociologue italien.

## Biographie
Franco Pedrotti est, avec Jean-Marie Géhu, le fondateur de deux revues importantes de phytosociologie[Lesquelles ?].

## Source de la traduction
- (it) Cet article est partiellement ou en totalité issu de l’article de Wikipédia en italien intitulé « Franco Pedrotti » (voir la liste des auteurs).